# Rai 4
«Rai 4» (Ра́й Ква́ттро) — итальянский телеканал, четвёртый канал государственной телерадиовещательной корпорации «Rai». Начал вещание 14 июля 2008 года. Четвёртый канал носит развлекательный характер и показывает фильмы и телесериалы. Доступен для вещания в наземных цифровых телесетях и в пакетах спутникового телевидения (на платформе Tivù Sat).
C 22 января 2016 года начал вещание в HDTV формате.

## Некоторые сериалы
- 4исла
- Беверли-Хиллз, 90210
- Блоссом
- Быть Эрикой
- Во все тяжкие
- Два с половиной человека
- Доктор Кто
- Звёздный крейсер «Галактика»
- Как в кино
- Однажды в сказке
- Плохие
- Портал юрского периода
- Игра престолов